# إدوارد هاكيت
إدوارد هاكيت هو سياسي كندي، ولد في 6 يوليو 1840، وتوفي في 23 ديسمبر 1916. حزبياً، نشط في الحزب الليبرالي الكندي. وقد انتخب عضو مجلس العموم الكندي.